# Resolução 81 do Conselho de Segurança das Nações Unidas
Resolução 81 do Conselho de Segurança das Nações Unidas, aprovada em 24 de maio de 1950, com uma comunicação do Secretário-Geral, o Conselho tomou nota da Resolução 268 da Assembleia Geral das Nações Unidas e decidiu basear as suas ações nos princípios nela contidos, quando surgir uma ocasião apropriada.
Foi aprovada com 10 votos, a União Soviética estava ausente quando a votação ocorreu.